# Deux Hommes
Deux Hommes est le deuxième volume — d'une série de cinq — écrit en 1924 par Georges Duhamel dans le cycle Vie et aventures de Salavin.
Le roman est dédié à Luc Durtain, un écrivain et ami de Duhamel.

## Résumé
Édouard Loisel est un chimiste industriel d'une trentaine d'années. Un soir, place du Panthéon, il fait la rencontre d'une jeune femme, Clémentine, qui semble bien le connaître au point de l'interpeller par son prénom avec familiarité, mais qu'il est persuadé de ne jamais avoir vue. Feignant toutefois de la reconnaître, il se laisse raccompagner chez lui boulevard de Port-Royal et passe la nuit avec elle. Étrangement, les jours s'enchaînent naturellement et une vie commune s'instaure. Ils finissent par se marier et avoir une petite fille.
La vie d'Édouard semble dès lors réglée et sans surprise, jusqu'au jour où, lors de son déjeuner quotidien avec ses amis, dans son troquet habituel, il est violemment interpelé par le regard pénétrant et attentif d'un homme qui l'observe dans un miroir. Édouard, très troublé, ne peut s'empêcher d'agir en fonction de ce regard et souhaitera intensément dans les jours qui suivront que cette personne reparaisse dans son restaurant. Comme il l'espérait l'homme revient, et petit à petit un rapprochement s'opère, un dialogue s'installe, et les présentations se font. Il s'agit de Louis Salavin, un employé de bureau, marié et père d'un petit garçon de trois ans qui vit avec sa femme Marguerite et sa mère dans leur petit appartement de la rue du Pot-de-Fer. Les deux hommes, dans une longue attente inconsciente l'un de l'autre, nouent une amitié fulgurante, « se font présent d'eux-mêmes à chaque minute, comme des amants, mais comme des amants qui seraient de purs esprits et non des corps avides ». Édouard, sous l'influence de Salavin, délaisse ses amis, son foyer, et occupe une grande partie de son temps libre à errer dans les rues de Paris, bras-dessus, bras-dessous avec Louis, devisant sur le monde et les hommes où allant au spectacle. Louis qui vient de perdre une nouvelle fois son emploi, se voit proposer par Édouard un poste d'employé dans l'entreprise où celui-ci vient d'être fraichement promu directeur scientifique. Édouard est tout à sa joie de pouvoir aider son ami et de l'avoir plus de temps à ses côtés. Salavin accepte avec un enthousiasme teinté cependant d'une légère ombre.
Cinq années passent et Salavin, toujours dans ses tourments de l'âme qui l'assaillent depuis des années, devient petit à petit plus sec et plein de reproche envers Édouard, qui pourtant fait de son mieux pour laisser passer les crises de son ami et lui trouver des excuses. Totalement dévoué à Louis Salavin, il prend en charge les conséquences matérielles de la maladie soudaine du fils de celui-ci. En réaction, Salavin se renferme de plus en plus. À un paroxysme de mal-être de Salavin, auquel pour la première fois Édouard ne se soumet pas, lui demandant de claires explications, il reçoit toute sa haine violente et contenue depuis des années. La rupture entre les deux hommes est dès lors irrémédiable. Salavin et Loisel souffrent terriblement chacun de leur côté mais de façon très différente. Édouard pour la première fois de sa vie éprouve une profonde douleur et le terrible manque physique d'une amitié trahie. Louis, auto-destructeur et incapable de raisonnement distancié, accepte sa culpabilité mais ne fera aucun pas vers son seul ami qu'il a pourtant détruit. Même la mort du fils de Salavin ne rapprochera pas les deux hommes dont le lien semble à jamais brisé.

## Éditions
- Mercure de France, Paris, 1924.
- Réédition aux éditions Omnibus, Paris, 2008,  (ISBN 978-2-258-07585-6).